# Adrian Rawlins
Adrian Rawlins (Stoke-on-Trent, 27 de março de 1958) é um actor britânico mais conhecido por seu papel como Arthur Kidd no filme A Mulher de Preto e como Tiago Potter em Harry Potter.

## Filmografia
| Ano        | Título                                         | Papel                        | Notas                                        |
| ---------- | ---------------------------------------------- | ---------------------------- | -------------------------------------------- |
| 1989       | The Ginger Tree (TV series)                    | Richard Collingsworth        |                                              |
| 1989       | The Woman in Black                             | Arthur Kidd                  |                                              |
| 1993       | Soldier Soldier                                | Major Tim Radley             |                                              |
| 1996       | Breaking the Waves                             | Dr. Richardson               |                                              |
| 1996       | Dalziel and Pascoe                             | Henry Crayford/Martin Hewitt | episode "Cunning old fox"                    |
| 2000       | Blood                                          | Carl Dyson                   |                                              |
| 2001       | Midsomer Murders                               | Adam Keyne                   | episode "Tainted Fruit"                      |
| 2001       | Harry Potter e a Pedra Filosofal               | Tiago Potter                 |                                              |
| 2002       | Harry Potter e a Câmara Secreta                | Tiago Potter                 | uncredited                                   |
| 2002       | Wibur Wants to Kill Himself                    | Harbour                      |                                              |
| 2004       | Harry Potter e o Prisioneiro de Azkaban        | Tiago Potter                 |                                              |
| 2004       | Spooks                                         | Andrew Forrestal             | Series 3, Episode 8                          |
| 2005       | Harry Potter e o Cálice de Fogo                | Tiago Potter                 |                                              |
| 2007       | Harry Potter e a Ordem da Fênix                | Tiago Potter                 |                                              |
| 2007       | Silent Witness                                 | Alan Eckhert                 | Series 11, Episode 9 & 10, Peripheral Vision |
| 2008       | Doctor Who                                     | Dr Ryder                     | Episode "Planet of Ood"                      |
| 2009       | Agatha Christie's Marple : Nemesis             | Derek Turnbull               |                                              |
| 2010       | Misfits                                        | Dave                         | Series 2 Episode 5                           |
| 2010       | Harry Potter e as Relíquias da Morte: Parte I  | Tiago Potter                 |                                              |
| 2011       | Harry Potter e as Relíquias da Morte: Parte II | Tiago Potter                 |                                              |
| 2011       | Midsomer Murders                               | David Orchard                | episode "Echoes of the Dead"                 |
| 2012, 2013 | Prisoners' Wives                               | Ian                          | Series 1 & 2                                 |
| 2013       | By Any Means                                   | Daniel Foster                | Series 1, Episode 6                          |
| 2014       | Father Brown                                   | Dr. Walter Henshaw           | Series 2, Episode 2                          |
| 2015       | The Woman in Black: Angel of Death             | Dr. Rhodes                   |                                              |
| 2015-2016  | Dickensian                                     | Edward Barbary               |                                              |
| 2017       | Death in Paradise                              | Stephen Langham              | Episode 6.1                                  |
| 2017       | Darkest Hour                                   | Air Chef Marshal Hug Dowding |                                              |